# Aquagravure
 (décembre 2017).
Si vous disposez d'ouvrages ou d'articles de référence ou si vous connaissez des sites web de qualité traitant du thème abordé ici, merci de compléter l'article en donnant les références utiles à sa vérifiabilité et en les liant à la section « Notes et références ».
L'aquagravure est une technique de gravure mise au point par Bernard Pras dans les années 1980.

## Principe technique
Cette technique se caractérise par la création simultanée du papier et de la gravure. L’artiste grave et sculpte son motif en bas relief avec diverses possibilités de matériaux : bois, cire, bronze, terre etc. Un moule souple est réalisé à partir de cette création. La feuille de papier est fabriquée dans l'atelier avec de la pâte à papier, puis déposée au format choisi, sur un support dans la presse.
Le moule est coloré « à la poupée », technique manuelle, pour chaque estampe, avant d’être positionné sur la pâte à papier. Le pressage se fait graduellement jusqu’à atteindre plusieurs tonnes.
Suit alors une très longue étape de séchage de plusieurs semaines, après quoi, chaque pièce sera retouchée à la main pour en affiner les détails de couleur.
Cette technique ouvre la voie à de nouveaux champs de créativité grâce à ses possibilités de volume et de matière. 

## Histoire
La technique de l’aquagravure a été mise au point par Bernard Pras en 1989 avec le papetier Jacques Bréjoux, maître d’art au Moulin du Verger. Le premier atelier d'aquagravure a été créé en 1990 à Montreuil.
En 2006, l'atelier Aquastamp a été ouvert à Paris puis fermé en 2013.
Depuis 2014, le seul atelier d'aquagravure de commercial  répertorié en France est situé dans le Grand Est.
Cette technique a été développée en collaboration avec des artistes comme Bengt Lindström, Corneille, Bram Bogart.

## Artistes
Bram Bogart, dont toutes les œuvres sont en relief, avait le travail le plus adapté à ce medium : l’aquagravure permet de faire apparaître les moindres détails de ses formes et de ses couleurs.
Guillaume Corneille a réalisé plus d’une quarantaine d’aquagravures depuis 2001.  
Robert Combas fut initié à l’aquagravure en 2009. Convaincu de l’intérêt de ce nouveau moyen d’expression et de ses nombreuses qualités, il a réalisé 5 éditions[De quoi ?]. Tony Soulié a réalisé ses premières aquagravures en 2010, lui permettant d’intégrer de subtils reliefs dans ses créations ; Peter Klasen, peintre, photographe et sculpteur, a lui réalisé ses premières aquagravures en 2011.
D'autres artistes ont aussi expérimenté la technique depuis 2016, tels que Hervé Di Rosa, Jacques Villeglé, Erró, Bernard Alligand, Eduardo Arroyo, Elvira Bach, Clemens Briels, Jacques Clauzel, Pierre-Marc de Biasi, Christophe Hohler, Alain Kleinmann, Antonio Seguí, etc.